# 竹行街道
竹行街道，是中华人民共和国江苏省南通市崇川区下辖的一个乡镇级行政单位。

## 行政区划
竹行街道下辖以下地区：
星辰社区、新丰村、长桥村、谷东村、神农村、洞子港村、竹东村、竹行村、大安村、江海村和江东村。